# جاش واتسون
جاش واتسون (انگلیسی: Josh Watson؛ زادهٔ ۳۱ ژوئیهٔ ۱۹۷۷) ورزشکار ورزش شنا اهل استرالیا است.
وی در مسابقات کشوری و بین‌المللی در مجموع برندهٔ ۱ مدال طلا، ۱ مدال نقره، ۱ مدال برنز شده‌است.